# Hovorestenia humeralis
Hovorestenia humeralis är en skalbaggsart som först beskrevs av Waterhouse 1880.  Hovorestenia humeralis ingår i släktet Hovorestenia och familjen långhorningar. Inga underarter finns listade i Catalogue of Life.